# Nederlandse Zorgfederatie
De Nederlandse Zorgfederatie (NZf) was van 1991 tot 1999 het overkoepelend orgaan van de Nederlandse zorginstellingen. De NZf was op haar beurt de opvolger van de Nederlandse Ziekenhuisraad.
Na de opheffing 1999 ging de NZf op in verschillende branchorganisaties, zoals Arcares voor de verpleeghuiszorg (nu ActiZ) en de Nederlandse Vereniging van Ziekenhuizen (NVZ).